# Malek Saleem Abdullah
Malek Saleem Abdullah (in arabo مالك سالم عبدالله‎?; Doha, 13 maggio 1985) è un ex cestista qatariota.

## Carriera
Con il Qatar ha disputato i Campionati mondiali del 2006.